# Lohsa
Lohsa (en sorabe: Łaz) est une commune de Saxe (Allemagne), située dans l'arrondissement de Bautzen, dans le district de Dresde. Elle est formée de quinze villages:
- Dreiweibern/Tři Žony, 44 habitants
- Driewitz/Drěwcy, 142 habitants
- Friedersdorf/Bjedrichecy, 202 habitants
- Groß Särchen/Wulke Ždźary, 1 188 habitants
- Hermsdorf an der Spree/Hermanecy, 206 habitants
- Koblenz/Koblicy, 401 habitants
- Lippen/Lipiny, 294 habitants
- Lohsa/Łaz, 1 728 habitants
- Mortka/Mortkow, 189 habitants
- Riegel/Roholń, 125 habitants
- Steinitz/Šćeńca, 331 habitants
- Tiegling/Tyhelc, 57 habitants
- Weißig/Wysoka, 76 habitants
- Weißkollm/Běły Chołmc, 799 habitants

La population de la commune comptait 5 271 habitants au recensement du 31 décembre 2018.

## Personnalités
Rosemarie Ackermann (1952-), championne olympique de saut en hauteur en 1976, est née à Lohsa.